# Natcha Promsomboon
Natcha Promsomboon (thailändisch ณัชชา พรมสมบูรณ์; * 8. Februar 2001), auch als Mew bekannt, ist ein thailändischer Fußballspieler.

## Karriere

### Verein
Natcha Promsomboon erlernte das Fußballspielen in der Jugendmannschaft des Pattani FC. Seinen ersten Profivertrag unterschrieb er am 1. Januar 2020 bei Bangkok United. Der Verein aus der Hauptstadt Bangkok spielte in der ersten Liga. In seiner ersten Saison kam er nicht zum Einsatz. Die Saison 2021/22 wurde er an den Drittligisten Nonthaburi United S.Boonmeerit FC ausgeliehen. Mit dem Klub aus Bangkok spielte er in der Bangkok Metropolitan Region. Der ebenfalls in der Bangkok Metropolitan Region spielende Samut Prakan FC lieh ihn die Saison 2022/23 aus. Für den Verein aus Samut Prakan bestritt er 21 Ligaspiele. Anfang der Saison 2023/24 wechselte er ebenfalls auf Leihbasis zum Zweitligisten Ayutthaya United FC. Sein Zweitligadebüt für den Verein aus Ayutthaya gab er am 13. August 2023 (1. Spieltag) im Auswärtsspiel gegen den Zweitligaaufsteiger Dragon Pathumwan Kanchanaburi FC. Bei dem 1:0-Auswärsterfolg stand er in der Startelf und spielte die kompletten 90 Minuten. Am Ende der Saison 2023/24 belegte er mit dem Klub den sechsten Tabellenplatz und qualifizierte sich somit für die Aufstiegsspiele zur ersten Liga. Hier konnte man sich jedoch nicht durchsetzen. Nach 28 Ligaspielen kehrte er nach der Ausleihe zu Bangkok United zurück. Nachdem er bei dem Erstligisten nicht zum Einsatz gekommen war, wechselte er Ende Dezember 2024 zum zweiten Mal auf Leihbasis zum Zweitligisten Ayutthaya United. Am Ende der Saison 2024/25 feierte er mit Ayutthaya die Vizemeisterschaft der zweiten Liga sowie den Aufstieg in die erste Liga.

### Nationalmannschaft
Natcha Promsomboon spielt seit 2023 für die thailändische U23-Nationalmannschaft.

## Erfolge
Ayutthaya United FC
- Thailändischer Zweitligavizemeister: 2024/25  ▲